# Thamnodynastes ceibae
Thamnodynastes ceibae is een slangensoort uit de familie toornslangachtigen (Colubridae) en de onderfamilie Dipsadinae.

## Naam en indeling
De wetenschappelijke beschrijving van de soort door Joseph Randle Bailey en Robert A. Thomas werd in 2007 gepubliceerd. De soort is genoemd naar de typelocatie, La Ceiba in de deelstaat Trujillo van Venezuela. Die ligt aan het zuidelijk deel van het bekken van het meer van Maracaibo, dat een veel vochtiger klimaat heeft dan het noordelijk deel waar Thamnodynastes paraguanae voorkomt. Het holotype werd er op 19 mei 1963 verzameld nabij zeeniveau door Janis Racenis en Janis A. Roze. Het is een volwassen mannetje, 583 mm lang.

## Verspreiding en habitat
De soort komt voor in delen van Zuid-Amerika en leeft endemisch in Venezuela. De habitat bestaat uit vochtige tropische en subtropische laaglandbossen.

## Beschermingsstatus
Door de internationale natuurbeschermingsorganisatie IUCN is de beschermingsstatus 'onzeker' toegewezen (Data Deficient of DD).